# Kolprickskål
Kolprickskål (Ascobolus carbonarius) är en svampart som beskrevs av P. Karst. 1871. Kolprickskål ingår i släktet Ascobolus och familjen Ascobolaceae. Arten är reproducerande i Sverige. Inga underarter finns listade i Catalogue of Life.